# Molnár György (színművész)

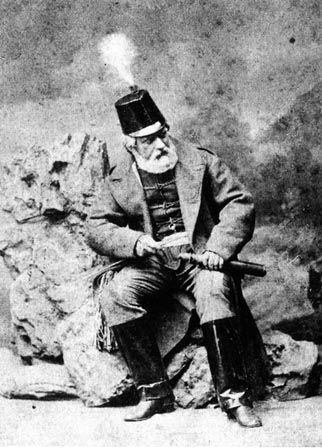
Molnár György saját, Bem hadjárata című darabjának címszerepében

Molnár György (Müller György, Nagyvárad, 1830. április 13. – Budapest, 1891. szeptember 30.) színész, rendező és színigazgató, a Budai Népszínház megteremtője.

## Élete
Nagyváradon született, ahol atyja Müller Antal egyházi kántor volt és az 1836. évi nagy tűzvész alkalmával a lángok áldozata lett. Édesanyja Fercser Anna. 1846-ig tanult szülővárosában az ottani gimnáziumban; ekkor Pápára ment és a Komáromy Sámuelnek alakuló színésztársulatához állott be mint cédulakihordó és színházkellékes. Müller családi nevét Molnárra változtatta. 1847-ben Pozsonyban az országgyűlés alatt már kisebb szerepekben játszott.
1848-ban beállott honvéd tüzérnek. A harc végeztével egy ideig elvonultan élt, de 1850-ben ismét színésszé lett Kilényi társulatában; tíz évig vándorszínész volt és mint fölkapott szerelmes színész csűrökben, pajtákban játszotta a Rómeókat, olykor-olykor megmérkőzve Hamlet és Bánk bán színpadi problémáival is. 1855-ben Pesten a Nemzeti Színházban is vendégszerepelt. 1857. február 23-án Győrszentmártonban házasságot kötött Hetényi Laurával.
1858-ban igazgató lett és társulatával megfordult Debrecenben, Pécsett, Kassán, Pozsonyban és Balatonfüreden. 1860 őszén Szegeden volt. Mikor 1861-ben a fővárosba jött, hogy Alsdorftól, a német direktortól kibérelje a Krisztinavárosi Színkört, már kész színész volt, aki célul tűzte ki reformálni a színpadi technikát, lerombolni avult formáit. 
A Budai Népszínházat 1861. szeptember 11-én nyitotta meg. És ekkor igazgatása alatt fényes korszak következett a budai színészet életében. Bem apó című harcias látványosságot százötször adták elő egymásután. Ezen színmű előadásának híre még József Károly főherceget is arra csábította, hogy polgári ruhában végig nézze a darabot, melynek próbáit Molnár a Vérmezőn tartotta. Hasonló sikert ért el az Ördög pilulái című látványosság.
A színházat barátnője,  Batthyányiné Apraxin Júlia grófnő anyagilag támogatta, darabokat írt és színésznőként is fellépett.  1863-ban elkísérte Júliáját Párizsba, ahonnan látványos szcenikai megoldásokkal tért haza. De a zseniális igazgatót távollétében egy kulisszaforradalom megbuktatta. 1864-ben megszüntette előadásait és újra vidékre ment mint színigazgató. 1867-ben megnyílt számára újra a budai színház, melyet 1869-ig vezetett. 1870. január 24-én Pesten, a Kálvin téri református templomban feleségül vette Kocsisovszky Borcsát (akitől később elvált), a tanúk Rákosi Jenő író és Vasvári Kovács József színész voltak.
1870-ben a Nemzeti Színházhoz szerződtették első tragikusnak, később rendezőnek. A Valeriában tüntette ki magát legelőször a Nemzeti Színházban a színpadi felvonulások nagyszerű elrendezésével. Még nagyobb sikert ért el a Brankovics György operának rendezésével és részben annak a fényes kiállításnak köszönhette, hogy ez 1874-ben kilencszer került színre egymásután. Nemsokára az igazgatósággal való súrlódások miatt megvált a Nemzeti Színháztól. A Népszínháznál is csak fél évet töltött mint rendező; hasonlóan rövid volt kolozsvári igazgatói pályája. Ettől kezdve mint shakespeare-i alkotások ábrázolója folyton a vidéken bolyongott, faluról-falura járt apró siralmas viszonyok közt tengődő truppokkal, hogy Lear királyt és III. Richárdot eljátssza. Utoljára 1884-ben lépett színpadra Selmecbányán. 1891 januárban nyugalomba vonult és Budapesten élt. Ő volt az első modern értelemben vett magyar rendező, aki a technikai fogások és látványosságok iránt nagy érzékkel bírt. Foglalkozott a színpad elméletével is.

## Írásai
Cikkei a Magyar Sajtóban (1856. 248. sz. Vázlatok a magyar vidéki szinvilágból, 1857. 186. Állandó szinházak Nagyvárad és Debreczenben, 231. Egressy Gábor vendégjátékai Nagyváradon, 1864. 182., 183. Felvilágosítások a budai népszinház ügyében, 206. A budai népszinház ügye; 239. A népszinház vetója, 250. Viszonzása igazgatása ügyében, 1865. 8., 9., 11. A debreczeni állandó szinház); a Vasárnapi Ujságban (1861.); a Divatcsarnokban (1861. 2. sz. borítékon, Felhivás a balatonfüredi nyári szinház érdekében); a Hölgyfutárban (1864. II. 15., 16. sz. Felvilágosítások a budai népszinház ügyében, Nyilt levél tagtársaimhoz); az Ország Tükrében (1865. A debreczeni állandó szinház); a Sürgönyben (1865. 108., 109. sz. Budavárosi nyári szinház mint aranybánya); a Reformban (1870. 87. sz. A magyar színiképezde és a népszinműi genre); a Figyelőben (1872. Dawison III. Richardban); a Kelet Népében (1874. 10-19. sz. Lear király, tanulmány a szinművészet köréből); a Zalai Közlönyben (1877. 94., 95. sz. Shakspere Lear király magyarázata); a Biharban (1879. l. sz. Richard a trónig, mutatvány III. Richard király cz. nagyobb tanulmányából); a Pesti Hirlapban (1880. 168. sz. Kolozsvári élményeim, 194. A magyar szinészet ponyvasátrai és fényes palotái); a Magyarország és Nagyvilágban (1880. A vándorszinészet tragikomikus képe, 1881. Magyar szinészek a szabadságharcz után); a Szinházi Évkönyvben (1881. A Burgszinházban); a Fővárosi Lapokban (1881. A kolozsvári szinvilágból 1850-51., A szabadkai szinház első éve 1854-55.); a Pesti Hirlapban (1884. 355. sz. A nemzet bárója: Bizai); a Szegedi Hiradóban (1884. Karácsonyi melléklete, Vándorszinészek karácsonya); az Alföldben (1885. 283. sz. Vas Gereben iróasztala); a Szinészeti Közlönyben (1885. A balatonfüredi szinészek); a nagyváradi Szabadságban (1885. 47., 48. sz. Szinészeti emlékek, 221-223. sz. A temesvári első magyar szinidény alkalmából, 1886. Szinügyünk és «nyelvében él a nemzet»); az Ország-Világban (1885. A magyar szinészet évfordulója); a Szinészek Lapjában (1887. 43., 44. sz. Antonius és Cleopatra: Shakespeare tragédiája a bécsi várszinházban, Dingelstedt jelenetezése szerint, Wolter, Sonnenthal); a Nagyváradi Hirlapban (1891. Gyermek szinész előadása Nagyváradon); a Szinművészeti Lapokban (1894. M. reliquiáiból; M. levele Váli Bélához, Szeged, 1887. febr. 15.).

## Munkái
- III. Napoleon szinházi szabadalom törvénye. Pest, 1865
- A népszinházi eszme. Buda, 1868
- A budai népszinházi ügyek és: Alaptervvázlat egy részvénytársulat által Pesten alapítandó operette-, látványos és népies magyar szinházra. Buda, 1869. (Ism. Budapesti Közlöny 60. sz.)
- A szinpad és titkai. Budapest, 1876
- Shakspere, III. Rikhárd király. Tanulmány. Szabadka, 1878
- Lear király. Tanulmány a szinművészet köréből. Debreczen, 1878
- A bécsi szinházakról. Szinművészeti és szinpadi tanulmány. Kolozsvár, 1879
- Világos előtt. Emlékeimből. I. Szabadka, 1880
- Világostól Világosig. Emlékeimből II. Arad, 1881. (Ism. Budapesti Hirlap 102. sz., P. Napló 270 sz.)
- Világos után. Emlékeimből. III. Arad, 1882. (Ism. Nemzet 1883. 76., Főv. Lapok 53. sz.)
- Gyöngyök és homokszemek. Shakspere Othello tragédiája és előadásáról. Szeged, 1885.) (2. bőv. kiadás, 1878-1885. Szeged, 1885) Online
- Gyöngyök és homokszemek. Molière Tartuffe vígjátéka előadásáról. Szeged, 1885
- Gyöngyök és homokszemek. Shakespeare Lear király tragédiája és előadásáról. Szeged, 1885
- A zsöllérlány. Népszinmű 3 felvonásban. Zenéjét szerzé Dankó Pista. Szeged, 1887. (Először 1887. jún. 5. a budai szinkörben, miután már néhány vidéki szinpadon előadatott. Ism. Szegedi Hiradó 1886. 284. sz., Ellenzék 1887. 258., Arad és Vidéke 1888. 278. sz.)
- Az író utolsó forintja. Monolog. Bpest, 1891. (Monologok 32.)
- Excelsior! vagy a szív és öntudat harcza. Bpest, 1891 (Monologok 35.)

## Fontosabb szerepei
Othello, III. Richárd, Coriolanus, Lear (Shakespeare); Tartuffe (Molière); I. István király (Dobsa L.)

## Főbb rendezései
Shakespeare: Othello, III. Richárd, Coriolanus, Téli rege, A vihar; Katona József: Bánk bán; Szigligeti Ede: Gritti, II. Rákóczi Ferenc fogsága; Rákosi Jenő: A krakkói barátok; Suppé: Boccaccio; Millöcker: Dubarry.

## További információ
- A népszinház története és Molnár György. Az ország tükre 1864. 37-39. old. Online